# Hebe ochracea
Hebe ochracea es una planta ornamental  de la familia de las Plantaginaceae, endémica de Nueva Zelanda. Es resistente a las heladas con tallos entre verde oliva y marrón dorado.